# Juan Ramón Verón
Juan Ramón Verón (17. března 1944, La Plata - 27. května 2025, La Plata) byl argentinský fotbalový záložník. Po skončení aktivní kariéry působil jako trenér. Jeho synem je fotbalista Juan Sebastián Verón.

## Fotbalová kariéra
Hrál za Estudiantes de La Plata, Panathinaikos Athény, Atlético Junior a Cúcuta Deportivo. S Estudiantes de La Plata získal v roce 1967 argentinský titul, v letech 1968–1970 jihoamerický Pohár osvoboditelů a v roce 1968 Interkontinentální pohár. V Poháru osvoboditelů nastoupil ve 29 utkáních a dal 13 gólů a v Interkontinentálním poháru nastoupil v 6 utkáních a dal 2 góly. V Poháru mistrů evropských zemí nastoupil ve 2 utkáních a dal 1 gól a v Poháru UEFA nastoupil ve 2 utkáních. Za argentinskou reprezentaci nastoupil v letech 1968-1971 ve 4 utkáních.

## Ligová bilance
| Ročník                              | Zápasy | Góly | Klub                    |
| ----------------------------------- | ------ | ---- | ----------------------- |
| Primera División (Argentina) 1962   | -      | -    | Estudiantes de La Plata |
| Primera División (Argentina) 1963   | -      | -    | Estudiantes de La Plata |
| Primera División (Argentina) 1964   | -      | -    | Estudiantes de La Plata |
| Primera División (Argentina) 1965   | -      | 9    | Estudiantes de La Plata |
| Primera División (Argentina) 1966   | -      | -    | Estudiantes de La Plata |
| Primera División (Argentina) 1967   | -      | -    | Estudiantes de La Plata |
| Primera División (Argentina) 1968   | -      | -    | Estudiantes de La Plata |
| Primera División (Argentina) 1969   | -      | -    | Estudiantes de La Plata |
| Primera División (Argentina) 1970   | -      | -    | Estudiantes de La Plata |
| Primera División (Argentina) 1971   | -      | -    | Estudiantes de La Plata |
| Primera División (Argentina) 1972   | -      | -    | Estudiantes de La Plata |
| Řecká Superliga 1972/1973           | 22     | 14   | Panathinaikos Athény    |
| Řecká Superliga 1973/1974           | 29     | 9    | Panathinaikos Athény    |
| Primera División (Argentina) 1975   | -      | -    | Estudiantes de La Plata |
| 1. kolumbijská liga 1976            | -      | 20   | Atlético Junior         |
| 1. kolumbijská liga 1977            | 54     | 18   | Atlético Junior         |
| 1. kolumbijská liga 1978            | -      | 21   | Cúcuta Deportivo        |
| 1. kolumbijská liga 1979            | -      | -    | Cúcuta Deportivo        |
| Primera División (Argentina) 1980   | -      | -    | Estudiantes de La Plata |
| Primera División (Argentina) 1981   | -      | -    | Estudiantes de La Plata |
| CELKEM Primera División (Argentina) | -      | -    |                         |
| CELKEM Řecká Superliga              | 51     | 23   |                         |
| CELKEM 1. kolumbijská liga          | -      | -    |                         |